# Одобеску, Вера Сергеевна
Вера Сергеевна Одобеску (1934, город Кишинёв) — советская деятель, новатор производства, раскройщица Кишинёвского производственного обувного объединения «Зориле» Молдавской ССР. Член ЦК КП Молдавской ССР (1961—1966, 1976—1990), кандидат в члены ЦК КП Молдавской ССР (1971—1976). Член Центральной Ревизионной Комиссии КПСС в 1986—1990 годах. Депутат и заместитель председателя Верховного Совета Молдавской ССР 8-го созыва (1971—1975). Герой Социалистического Труда (5.04.1971).

## Биография
Окончила неполную среднюю школу. В 1951 году закончила фабрично-заводское училище в Кишинёве.
С 1951 года — раскройщица верхних кожаных Кишинёвской обувной фабрики имени Сергея Лазо, раскройщица цеха № 2, бригадир закройщиц Кишинёвской обувной фабрики «Зориле» (Кишинёвского научно-производственного кожевенно-обувного объединения) Молдавской ССР.
Член КПСС с 1958 года.
Указом Президиума Верховного Совета СССР от 5 апреля 1971 за выдающиеся успехи в досрочном выполнении заданий пятилетнего плана и большой творческий вклад в развитие тканей, трикотажа, обуви, швейных изделий и другой продукции легкой промышленности Одобеску Вере Сергеевне присвоено звание Героя Социалистического Труда с вручением ордена Ленина и золотой медали «Серп и Молот».
Потом — на пенсии в городе Кишинёве.

## Награды и звания
- Герой Социалистического Труда (5.04.1971)
- два ордена Ленина (7.03.1960, 5.04.1971)
- орден Октябрьской Революции (30.04.1980)
- орден Дружбы народов (23.05.1986)
- медали
- Почетная грамота Президиума Верховного Совета Молдавской ССР (1972)
- Заслуженный наставник молодежи Молдавской ССР (1981)
- Почетный гражданин города Кишинёва (1977)